# سوفی ترنر
سوفی بلیندا جوناس (انگلیسی: Sophie Belinda Jonas؛ پیش از ازدواج ترنر؛ زادهٔ ۲۱ فوریه ۱۹۹۶) بازیگر انگلیسی است. او نخستین بار نقش سانسا استارک را در مجموعهٔ تلویزیونی فانتزی حماسی بازی تاج‌وتخت (۲۰۱۱–۲۰۱۹) ایفا کرد که در سال ۲۰۱۹ برایش نامزد دریافت جایزهٔ امی ساعات پربیننده در رشتهٔ بازیگر نقش مکمل زن برجسته در مجموعهٔ درام شد.
از دیگر فیلم‌های ترنر می‌توان به سریال جوآن اشاره کرد که در آن نقش جوآن هنینگتون سارق جواهر انگلیسی را ایفا کرد. غیرمرگبار و ایفای نقش شخصیت جین گری / فینکس فورس در مجموعهٔ فیلم‌های مردان ایکس (۲۰۱۶–۲۰۱۹) از دیگر نقش آفرینی های وی است .

## زندگی شخصی

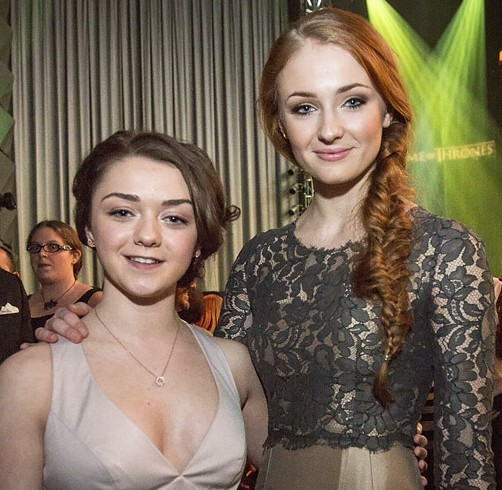
سوفی ترنر و میسی ویلیامز؛ بازیگران سریال بازی تاج و تخت

ترنر در شمال همپتون به دنیا آمد. مادر او سالی، معلم کودکستان و پدرش برای یک کمپانی توزیع پالت کار می‌کند. او وقتی دو سالش بود به چسترتون، وارویکشایر مهاجرت کرد. ترنر دو برادر بزرگ‌تر دارد و همچنین او یک خواهر دوقلو داشت که وقتی به دنیا آمد از دنیا رفت.
ترنر در اواخر نوامبر ۲۰۱۶ با جو جوناس وارد رابطه شد. در ۱۵ اکتبر ۲۰۱۷، ترنر در حساب اینستاگرام خود از نامزدیش با جو جوناس خبر داد.
وی در ژوئیه ۲۰۱۹ با جو جوناس به صورت رسمی ازدواج کرد و در ژوئیهٔ ۲۰۲۰ دخترشان به دنیا آمد. در فوریهٔ ۲۰۲۱ ترنر همراه با جوناس در لس آنجلس دیده شدند و بعد از ان بسیاری با توجه به برآمده بودن شکم سوفی احتمال دادند این زوج در انتظار فرزند دومشان هستند. در ژوئیه ۲۰۲۲ دومین دخترشان به دنیا آمد. در سپتامبر ۲۰۲۳، جوناس از ترنر در میامی، فلوریدا درخواست طلاق داد.

## حرفه
از سال ۲۰۱۱، ترنر نقش سانسا استارک، یک دختر اشراف‌زاده را در مجموعه تلویزیونی بازی تاج‌وتخت ایفا کرده‌است. سانسا اولین نقش تلویزیونی او به حساب می‌آید. معلم بازیگری ترنر او را راضی به امتحان برای نقش سانسا استارک کرد. او برای این نقش رنگ موی بلوندش را به نارنجی تغییر داد. اولین نقش اصلی او در فیلم یکی دیگر از من در سال ۲۰۱۳ بود. ترنر نقش جین گری جوان، یک جهش‌یافته را در فیلم مردان ایکس: آپوکالیپس ایفا کرد که در مه ۲۰۱۶ اکران شد.

## فیلم‌شناسی

### فیلم
| سال  | عنوان                 | نقش             | توضیحات | منا.   |
| ---- | --------------------- | --------------- | ------- | ------ |
| ۲۰۱۳ | یکی دیگر از من        | فی / لیلا دلسی  |         | [ ۱۱ ] |
| ۲۰۱۵ | غیرمرگبار             | هدر/ ایجنت ۸۴   |         | [ ۱۲ ] |
| ۲۰۱۶ | مردان ایکس: آپوکالیپس | جین گری         |         | [ ۱۳ ] |
| ۲۰۱۸ | جوزی                  | جوزی            |         | [ ۱۴ ] |
| ۲۰۱۸ | زمان عجیب             | دبی             |         | [ ۱۵ ] |
| ۲۰۱۹ | دارک فینکس            | جین گری / فینکس |         | [ ۳ ]  |
| ۲۰۱۹ | سنگین                 | مدی             |         | [ ۱۶ ] |

### تلویزیونی
| سال       | نام سریال     | نقش              | یادداشت         |
| --------- | ------------- | ---------------- | --------------- |
| ۲۰۱۱–۲۰۱۹ | بازی تاج‌وتخت  | سانسا استارک     |                 |
| ۲۰۱۳      | داستان سیزدهم | ادلاین مارس جوان | فیلم تلویزیونی  |
| ۲۰۲۴      | جوآن          | جوآن             | سریال تلویزیونی |
| _         | تام رایدر     | لارا کرافت       | سریال استریم    |

## جوایز و نامزدی‌ها
| سال  | فیلم         | جایزه                          | دسته‌بندی                                                   | نتیجه    | منبع   |
| ---- | ------------ | ------------------------------ | ---------------------------------------------------------- | -------- | ------ |
| ۲۰۱۱ | بازی تاج‌وتخت | جایزه انجمن صنفی بازیگران فیلم | اجرای برجسته توسط یک گروه در یک سریال درام                 | نامزدشده | [ ۱۷ ] |
| ۲۰۱۲ | بازی تاج‌وتخت | جوایز هنرمند جوان              | بهترین عملکرد در یک سریال تلویزیونی - حمایت از بازیگر جوان | نامزدشده | [ ۱۸ ] |
| ۲۰۱۳ | بازی تاج‌وتخت | جایزه انجمن صنفی بازیگران فیلم | اجرای برجسته توسط یک گروه در یک سریال درام                 | نامزدشده | [ ۱۹ ] |
| ۲۰۱۴ | بازی تاج‌وتخت | جایزه انجمن صنفی بازیگران فیلم | اجرای برجسته توسط یک گروه در یک سریال درام                 | نامزدشده | [ ۲۰ ] |
| ۲۰۱۵ | بازی تاج‌وتخت | جایزه قهرمان امپراتوری         | جایزه قهرمان امپراتوری                                     | برنده    | [ ۲۱ ] |